# Тарасовская (сельское поселение Семизерье)
Тарасовская — деревня в Кадуйском районе Вологодской области.
Входит в состав сельского поселения Семизерье (до 2015 года входила в Барановское сельское поселение), с точки зрения административно-территориального деления — в Барановский сельсовет.
Расстояние по автодороге до районного центра Кадуя — 77 км, до центра сельсовета деревни Барановская — 5 км. Ближайшие населённые пункты — Заручевье, Осека, Сельцо-Родное, Успенское.
По переписи 2002 года население — 7 человек.